# Carolyn Bennett
Pour les articles homonymes, voir Bennett.
Carolyn Bennett, née le 20 décembre 1950 à Toronto, en Ontario, est une femme politique canadienne, actuelle ambassadrice du Canada au Danemark.
De 2017 à 2021, elle est ministre des Affaires autochtones et du Nord au sein du gouvernement de Justin Trudeau. De 2021 à 2023, elle est ministre de la Santé mentale et des Dépendances et ministre associée de la Santé.
Elle est députée de la circonscription de St. Paul's, renommée Toronto—St. Paul's en 2015, à la Chambre des communes du Canada de 1997 jusqu'au 16 janvier 2024. Le lendemain, elle est nommée ambassadrice du Canada au Danemark.

## Biographie
Médecin de formation, elle a exercé sa profession en qualité de médecin de famille à la clinique Bedford Medical Associates à Toronto, dont elle fut elle-même la fondatrice. Elle a déjà été présidente du Medical Staff Association of Women's College Hospital et également professeure adjointe au département de médecine familiale et communautaire de l'Université de Toronto. Elle fut membre des conseils d’administration du Havergal College, du Women's College Hospital, du Ontario Medical Association et de la Medico-Legal Society of Toronto.
Elle s'est battue pour sauver le Women's College Hospital de Toronto, bataille qui l'a inspirée pour se lancer en politique.
Lors de l'élection générale de 1997, elle est élue députée de la circonscription torontoise de St. Paul's ; elle est subséquemment réélue à chaque élection fédérale, en 2000, 2004, 2006, 2008, 2011 et 2015. Elle a été ministre d'État à la Santé Publique de 2004 à 2006.
En 2006, elle présente sa candidature à la direction du Parti libéral du Canada pour succéder à Paul Martin. Toutefois, le 15 septembre, elle annonce qu'elle se retire de la course et accorde son appui à Bob Rae.
Le 16 janvier 2024, elle démissionne de son poste de députée pour accepter le lendemain celui d'ambassadrice du Canada au Danemark,,.
Elle est aussi l’auteure de Kill or Cure? How Canadians Can Remake their Health System, publié en octobre 2000.
Son mari Peter O'Brian est un cinéaste canadien connu.

## Distinctions
- En 1986, Carolyn Bennett a reçu le Royal Life Saving Society Service Cross, un prix décerné par le Commonwealth soulignant ses vingt ans de carrière.
- En 2002, elle fut récipiendaire du EVE Award pour sa contribution à l’avancement de la cause féminine en politique et
- En 2003, elle fut récipiendaire du premier prix CAMIMH Mental Health Champion.
- En 2005, Carolyn Bennett a reçu le prix Non-Consumer pour avoir fait la promotion de la participation active des « consommateurs » via l’Association canadienne pour la santé mentale.
- Carolyn Bennett fut aussi la première récipiendaire du National Award of Excellence for Outstanding Leadership and Dedication to Injury Prevention and Safety promotion in Canada.